# MTBF
MTBF ("Mean Time Between Failures") ou período médio entre falhas é um valor atribuído a um determinado dispositivo ou aparelho para descrever a sua confiabilidade. Este valor atribuído indica quando poderá ocorrer uma falha no aparelho em questão. Quanto maior for este índice, maior será a confiabilidade no equipamento e, consequentemente, a manutenção será avaliada em questões de eficiência.
Este valor é dado pelo fabricante da peça nas suas especificações técnicas e indica, de acordo com o procedimento de testes usado, qual o tempo médio entre falhas daquele produto ocorrido nos laboratórios do fabricante. Este tempo normalmente é dado em horas, mas 
não se trata de uma previsão de quando o dispositivo irá falhar.
O cálculo do MTBF é feito da seguinte forma. O fabricante define o procedimento de teste definindo o número de peças testadas simultaneamente e o número de horas que o teste será efectuado. Multiplicando-se um pelo outro, obtem-se o total de horas ligado ou "TPOH" ("Total Power-On Hours", "total de horas ligado"). O total de horas ligado é divido pelo número total de peças que apresentaram defeito no período. Por exemplo, se um fabricante de discos rígidos testar 1000 discos durante 30 dias (720 horas) e um disco rígido apresentar defeito, o MTBF será de 720.000 horas (1.000 discos x 720 horas / 1 defeito).
Há dois equívocos sobre o MTBF que precisam ser esclarecidos:
- Primeiro, não se trata de um indicativo de confiabilidade. Se fosse assim, pelo exemplo dado, os discos rígidos deste fabricante durariam 720.000 horas (mais de 82 anos operando sem parar).

- Segundo, não é possível comparar o MTBF do produto de um fabricante com o MTBF do produto de outro fabricante. O motivo é simples: cada fabricante usa sua própria metodologia (número de peças testadas e número horas de teste), o que torna o teste menos confiável ainda.